# Mycetophila angustifurca
Mycetophila angustifurca är en tvåvingeart som beskrevs av Günther Enderlein 1938. Mycetophila angustifurca ingår i släktet Mycetophila och familjen svampmyggor. Inga underarter finns listade i Catalogue of Life.